# Levende mirakler
|  | Denne artikel er oprettet af botten PalnaBot ud fra en ekstern database. Den kan derfor have sproglige fejl eller mangler. Denne skabelon kan fjernes efter kontrol af indholdet. |

Levende mirakler er en dokumentarfilm fra 2004 instrueret af Lene Stæhr, Alec Due efter manuskript af Lene Stæhr.

## Handling
Mirakuløse fænomener har været kendt i årtusinder indenfor den katolske kirke. I denne dokumentarfilm møder vi en række personer, for hvem grædende statuer, åbenbaringer af Jomfru Maria, mirakuløse helbredelser og stigmata er en del af hverdagen. På en stille villavej i Massachusetts hos 'Little Audrey' helbredes de syge ved hjælp af en mirakuløs olie, der løber fra utallige religiøse figurer i familiens garage-kapel. I Mojave-ørkenens bagende hede retter hundredvis af forventningsfulde troende deres medbragte polaroid-kameraer op mod solen, overbeviste om at Jesus og Jomfru Maria fremkommer på de overeksponerede fotos. Og i Damaskus modtager en ung syrisk husmoder beskeder fra Gud og får blødende sår på hænder, fødder og i panden, som den korsfæstede Kristus.